# اس‌اس راداس
اس‌اس راداس (به انگلیسی: SS Radaas) یک زیردریایی بود که طول آن ۲۹۰ فوت (۸۸ متر) بود. این زیردریایی در سال ۱۸۹۰ ساخته شد.